# Der Kandidat (1964)
Der Kandidat (englischer Originaltitel: The Best Man) ist ein amerikanischer Spielfilm des Regisseurs Franklin J. Schaffner aus dem Jahr 1964. Die Handlung basiert auf einem gleichnamigen Broadway-Stück von Gore Vidal, der auch das Drehbuch zum Film schrieb. Es werden die zwielichtigen politischen Manöver im Hintergrund der Nominierung eines Kandidaten für die Wahl zum Präsidenten der Vereinigten Staaten gezeigt. Lee Tracy wurde für den Oscar als bester Nebendarsteller nominiert.

## Handlung
William Russell und Joe Cantwell sind die zwei führenden Kandidaten für die Nominierung zum Präsidentschaftskandidaten einer nicht genannten politischen Partei. Beide haben potenziell schwerwiegende Schwachstellen. Russell ist ein prinzipientreuer Intellektueller (nach Ansicht vieler Kritiker und Fans beruht die Figur auf dem Politiker Adlai Stevenson). Ein sexueller Fehltritt hat ihn von seiner Ehefrau Alice entfremdet. Außerdem muss er einen vorausgegangenen Nervenzusammenbruch vergessen machen. Cantwell (vermutlich auf Richard Nixon und Joseph McCarthy basierend) stellt sich selbst als ein populistischer „Mann des Volkes“ dar, ist in Wirklichkeit aber ein rücksichtsloser Opportunist, der bereit ist, alles zu tun, um nominiert zu werden. Keiner der beiden kann den anderen ausstehen, und keiner der beiden glaubt, dass der jeweilige Gegner als Präsident geeignet sei. 
Beim Nominierungs-Parteitag treffen sie aufeinander und kämpfen beide um die äußerst wichtige Unterstützung des sterbenden ehemaligen Präsidenten Art Hockstader. Der pragmatische Hockstader (eine offensichtlich auf Harry S. Truman basierende Figur, insbesondere der Ausspruch „striking a blow for freedom“, immer dann, wenn dieser einen Bourbon trinkt) bevorzugt Russell, sorgt sich aber wegen dessen Unentschlossenheit und übermäßigen Hingabe zum Grundsätzlichen, er verachtet Cantwell, schätzt aber seine Härte und Bereitschaft, das zu tun, was nötig ist. Eigentlich hatte Hockstader beabsichtigt, seine Unterstützung für Cantwell zu verkünden, der Kandidat begeht jedoch einen groben Fehler: bei einem persönlichen Gespräch der beiden greift Cantwell Russell auf der Grundlage eines illegal erhaltenen psychologischen Befundes an. Er ist in der falschen Annahme, dass Hockstader für den liberaleren Russell wäre. Der ehemalige Präsident teilt Cantwell mit, dass er zwar nichts gegen einen Mistkerl habe, wohl aber gegen einen dummen, und wechselt auf Russells Seite. Allerdings erklärt er in seiner Rede am Eröffnungsabend für keinen von beiden seine Unterstützung.
Einer von Russells Helfern stößt auf Sheldon Bascomb. Er diente im Militär mit Cantwell und ist bereit, ihn mit homosexuellen Aktivitäten während seiner Stationierung in Alaska im Zweiten Weltkrieg in Verbindung zu bringen. Hockstader und Russells engster Berater bedrängen ihn, die Chance zu nutzen, aber er weigert sich. Zu Beginn der ersten Runde der Abstimmung arrangiert er ein privates Treffen mit Cantwell, um seinem Gegner mitzuteilen, was er tun kann. Doch Cantwell tritt Bascomb entgegen und weist seine Verleumdung zurück. Russell droht, die Anschuldigungen trotzdem zu verwenden, aber obwohl Cantwell seinen Kontrahenten nicht versteht, begreift er zumindest, dass Russell nicht das Zeug für derartige schmutzige Tricks hat. Zum Schluss schockiert Russell ihn damit, dass er seine Unterstützung einem dritten, relativ unbekannten Kandidaten gibt, was die Chancen von beiden beendet.

## Kritiken
„Der Film verschenkt die Chance zur sachlichen Auseinandersetzung zugunsten einer kompromißbereiten und mißverständlich vereinfachten Schablonen-Geschichte.“

„Details wirklicher US-Politik werden von Gore Vidals Broadway-Stück und seiner Verfilmung benutzt, um das alte Lied vorn Kampf des Guten mit dem Bösen effektvoll neu zu variieren. Doch der Film nährt nur das Vorurteil, Politik verderbe den Charakter, es sei denn, man nehme rechtzeitig von ihr Abstand.“

## Sonstiges
- Gore Vidal hat einen Cameo-Auftritt als ein Delegierter.
- Dem späteren US-Präsidenten Ronald Reagan wurde wegen seines „nicht präsidialen Aussehens“ keine Rolle im Film gegeben.

## Einzelnachweis
1. ↑  Der Kandidat (USA). In: Der Spiegel. Nr. 27, 1964, S. 73 (online).